# Циплешты
Циплешты, Циплешть (рум. Ţipleşti) — село в Сынжерейском районе Молдавии. Наряду с сёлами Александрены, Григорешты, Старый Хечул и Циплетешты входит в состав коммуны Александрены.

## География
Село расположено на высоте 94 метра над уровнем моря.

## Население
По данным переписи населения 2004 года, в селе Циплешть проживает 801 человек (377 мужчин, 424 женщины).
Этнический состав села:
| Национальность | Число жителей | Процентный состав |
| -------------- | ------------- | ----------------- |
| молдаване      | 797           | 99,5              |
| русские        | 2             | 0,25              |
| украинцы       | 1             | 0,12              |
| прочие         | 1             | 0,12              |
| Всего          | 801           | 100 %             |